# Stichtingsdag

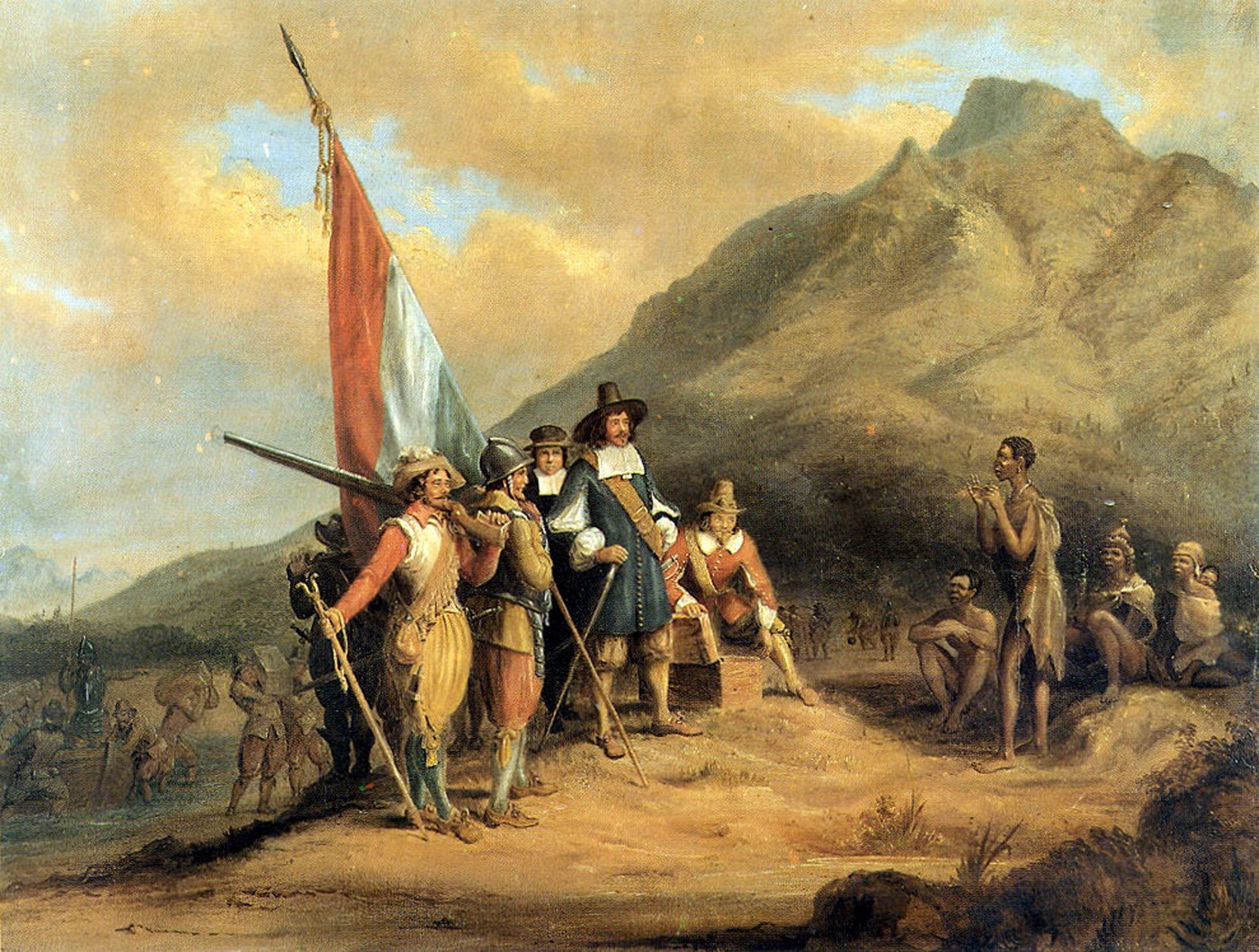
Jan van Riebeeck landt in de Tafelbaai op 6 april 1652.

Stichtingsdag (Afrikaans: Stigtingsdag) of Van Riebeeckdag is een voormalige nationale feestdag van de Unie van Zuid-Afrika en de Republiek van Zuid-Afrika. De dag werd op 6 april 1952 tijdens het Van Riebeeckfestival — in bijzijn van prins Bernhard der Nederlanden — ingesteld als Van Riebeeckdag ter ere van de 300-jarige Nederlandse aanwezigheid in Zuid-Afrika, omdat de Nederlander Jan van Riebeeck op 6 april 1652 aankwam in de Tafelbaai en daar Kaapstad stichtte. Vanaf 1980 stond de dag bekend als Stichtingsdag. 
Het Afrikaans Nationaal Congres (ANC), dat op 27 april 1994 de Zuid-Afrikaanse parlementsverkiezingen won, schafte de dag nog voor de editie van 1995 af.